# Weini Kelati
Weini Kelati Frezghi (* 1. Dezember 1996 in Tsaeda Kristian) ist eine eritreisch-US-amerikanische Leichtathletin, die sich auf den Langstreckenlauf spezialisiert hat. Seit 2021 ist sie für die Vereinigten Staaten startberechtigt.

## Sportliche Laufbahn
Erste Erfahrungen bei internationalen Meisterschaften sammelte Weini Kelati im Jahr 2014, als sie bei den Juniorenweltmeisterschaften in Eugene in 9:12,32 min den achten Platz im 3000-Meter-Lauf belegte. Sie suchte dann Asyl in den Vereinigten Staaten an und absolvierte nach einem positiven Bescheid ein Studium an der University of New Mexico. 2019 wurde sie NCAA-Collegemeisterin im 10.000-Meter-Lauf. Bei den Crosslauf-Weltmeisterschaften 2023 in Bathurst wurde sie für die USA startend in 35:48 min 21. und im Oktober belegte sie bei den Straßenlauf-Weltmeisterschaften in Riga nach 15:10 min den siebten Platz über 5 km. Im Jahr darauf stellte sie beim Houston-Halbmarathon in 1:06:25 h einen neuen Nordamerikarekord auf und im März wurde sie bei den Crosslauf-Weltmeisterschaften in Belgrad nach 32:53 min 15. im Einzelbewerb und im August belegte sie bei den Olympischen Sommerspielen in Paris in 30:49,98 min den achten Platz über 10.000 Meter. 
2022 wurde Kelati US-amerikanische Meisterin im 5-km-Straßenlauf sowie 2024 über 10.000 Meter.

## Persönliche Bestzeiten
- 1500 Meter: 4:10,88 min, 14. April 2021 in Eugene
- 3000 Meter: 8:32,50 min, 15. Juni 2023 in Oslo
  - 3000 Meter (Halle): 8:33,72 min, 29. Januar 2022 in New York City
- 5000 Meter: 14:35,43 min, 25. Mai 2024 in Eugene
- 10.000 Meter: 30:33,82 min, 16. März 2024 in San Juan Capistrano
- Halbmarathon: 1:06:25 h, 14. Januar 2024 in Houston (Nordamerikarekord)